# Dracontium dubium
Dracontium dubium är en kallaväxtart som beskrevs av Carl Sigismund Kunth. Dracontium dubium ingår i släktet Dracontium och familjen kallaväxter. Inga underarter finns listade.